# Moses McNeil
Pour les articles homonymes, voir McNeil.
Moses McNeil est un footballeur international écossais, né le 29 octobre 1855, à Rhu, Argyll and Bute et mort le 9 avril 1938. Il est l'un des membres fondateurs des Rangers où il évolue au poste de milieu de terrain. Il fait partie du Rangers FC Hall of Fame.
Il compte deux sélections en équipe d'Écosse.

## Biographie

### Carrière en club
Natif de Rhu, Argyll and Bute, sa famille s'installe à Glasgow aux environs de 1870. En 1872, à l'âge de 17 ans, avec les son frère Peter, Peter Campbell et William McBeath, il voit un groupe d'hommes jouer au football au Glasgow Green et ils furent tellement impressionnés qu'ils décidèrent de fonder leur propre équipe : les Rangers étaient nés. Le premier match recensé, une confrontation contre une équipe de Glasgow appelée Callander F.C. (en) eut lieu au Glasgow Green et se conclut par un 0-0.
Il participe aussi au premier match en compétition des Rangers, le 10 octobre 1874, en Coupe d'Écosse, pour une victoire 2-0 contre Oxford F.C. (en), match au cours duquel il inscrit un but.
Il joua deux finales de Coupe d'Écosse, perdues toutes les deux contre Vale of Leven en 1877 et 1879.
Il fait partie de l'équipe qui remporta le tout premier trophée des Rangers, la Glasgow Merchants Charity Cup en 1879, après avoir battu Vale of Leven 2-1 devant 11 000 spectateurs.
Après avoir arrêté le football en 1882 (dernier match recensé le 30 septembre 1882, il se consacra à sa profession de représentant de commerce. Il mourut à Dumbarton le 9 avril 1938 .

### Carrière internationale
Moses McNeil reçoit deux sélections en faveur de l'équipe d'Écosse. Il est le premier joueur des Rangers à recevoir cet honneur. Il joue son premier match le 25 mars 1876, pour une victoire 4-0, à l'Hamilton Crescent de Glasgow, contre le pays de Galles en match amical. Sa deuxième et dernière sélection a lieu le 13 mars 1880, pour une victoire 5-4, à l'Hampden Park de Glasgow, contre l'Angleterre en match amical. Il n'inscrit aucun but lors de ses deux sélections.